# Lohr (rivière)
Pour les articles homonymes, voir Lohr (homonymie).
La Lohr est une rivière d'Allemagne, affluent de la Main. Bien que sa source se situe dans le Main-Kinzig, dans le district de Hesse, l'essentiel du cours de la Lohr se trouve dans le Main-Spessart, en Bavière.

## Parcours
La Lohr est créée par la confluence des rivières Flörsbach (de) (en rive droite) et du Lohrbach (de) (en rive gauche). Environ un kilomètre à l'aval de la confluence, la Lohr entre en Bavière. Elle s'écoule au sud de Frammersbach, au sud-est de Partenstein et continue jusqu'à Lohr am Main où elle se déverse dans le Main.